# Межиці
Межиці (пол. Mierzyce) — село в Польщі, у гміні Вешхляс Велюнського повіту Лодзинського воєводства.
Населення — 1020 осіб (2011).
У 1975-1998 роках село належало до Серадзького воєводства.

## Демографія
Демографічна структура станом на 31 березня 2011 року:
|          | Загалом | Допрацездатний вік | Працездатний вік | Постпрацездатний вік |
| -------- | ------- | ------------------ | ---------------- | -------------------- |
| Чоловіки | 497     | 116                | 335              | 46                   |
| Жінки    | 523     | 114                | 287              | 122                  |
| Разом    | 1020    | 230                | 622              | 168                  |